# Cỏ mồm u
Ischaemum rugosum là một loài thực vật có hoa trong họ Hòa thảo. Loài này được Salisb. mô tả khoa học đầu tiên năm 1791.